# 贝拉维斯塔-迪米纳斯
贝拉维斯塔-迪米纳斯是巴西米纳斯吉拉斯州的一个市镇。总面积108.606平方公里，总人口9968人，人口密度91.8人/平方公里。